# Laura Kightlinger
Laura Kightlinger (Jamestown, 13 giugno 1969) è un'attrice statunitense.

## Filmografia parziale
- Amore a prima svista, regia di Peter e Bobby Farrelly (2001)
- L'asilo dei papà, regia di Steve Carr (2003)
- Abbasso l'amore, regia di Peyton Reed (2003)
- Will & Grace (2003)
- Shaggy Dog - Papà che abbaia... non morde, regia di Brian Robbins (2006)

### Doppiaggio
- Kung Fu Panda (2008)
- LEGO Batman - Il film (2017)